# Queenie Smith
Queenie Smith (New York, 8 settembre 1898 – Burbank, 5 agosto 1978) è stata un'attrice, cantante e ballerina statunitense.

## Biografia

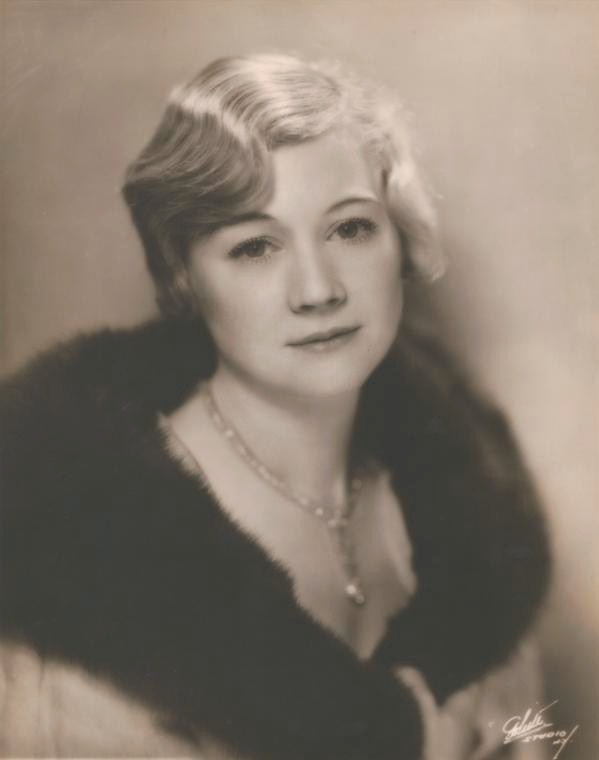
Fotografia del 1920

Queenie Smith iniziò da bambina la carriera come ballerina al Metropolitan Opera House (abbreviato "Met") a New York, nel giugno 1916, in occasione di un concerto di beneficenza. La sua seconda esibizione al Met si svolse nel dicembre dello stesso anno, nell'opera Francesca da Rimini di Riccardo Zandonai. Partecipò a nove altre opere e al balletto di Petrouchka (su una musica di Igor Stravinsky ) al Met, dove ballò per l'ultima volta durante un'esibizione dell'Aida di Giuseppe Verdi.
Nel settembre del 1919 intraprese una seconda carriera in teatro a Broadway, nel musical Roly Boly Eyes - come cantante, ballerina e attrice. Fino al 1932, partecipò a New York ad altri dieci musical; uno dei più noti è Tip-Toes di George Gershwin e Ira Gershwin, dove interpretò il ruolo principale accanto a Jeanette MacDonald. Ancora a Broadway, collaborò a due spettacoli, rispettivamente nel 1933 e 1934.
Queenie Smith si trasferì poi a Hollywood, dove iniziò una terza carriera, come attrice (e cantante, in quattro dei suoi ruoli principali). Fece la sua prima apparizione sullo schermo nel film sonoro Masks and Memories di Roy Mack, uscito nel 1934. Il suo secondo film fu Mississippi di Wesley Ruggles e A. Edward Sutherland, uscito nel 1935, con Bing Crosby, W.C. Fields e Joan Bennett. Un altro film fu La canzone di Magnolia di James Whale, versione del 1936 con Irene Dunne e Charles Winninger.
In tutto, apparve in trentaquattro film americani (a volte in piccoli ruoli), l'ultimo nell'anno della sua morte nel 1978, Gioco sleale di Colin Higgins, con Goldie Hawn e Chevy Chase. Tra i suoi film degni di nota, sono da ricordare Donne e veleni  di Douglas Sirk con Claudette Colbert e Robert Cummings e La fossa dei serpenti di Anatole Litvak con Olivia de Havilland e Mark Stevens, entrambi del 1948, Autostop (1956) di Dick Powell, con June Allyson e Jack Lemmon e Quando muore una stella (1968) di Robert Aldrich, con Kim Novak e Peter Finch.
Sul piccolo schermo, tra il 1964 e il 1978, Smith apparve in venticinque serie, tra cui La casa nella prateria (cinque episodi, dal 1974 al 1977), dove interpretò il ruolo Amanda Whipple. Negli anni '70, è apparsa anche in tre film TV.
Svolse inoltre attività di docente in California e a Hollywood, alla Hollywood Professional School, principalmente negli anni '60, durante i quali insegnò arte del canto a teatro.

## Filmografia

### Cinema
- Masks and Memories, regia di Roy Mack (1934)
- Mississippi, regia di A. Edward Sutherland (1935)
- La canzone di Magnolia (Show Boat), regia di James Whale (1936)
- Agente K7 (Special Agent K-7), regia di Bernard B. Ray (1937)
- Notturno di sangue (Nocturne), regia di Edwin L. Marin (1946)
- Tutte le spose son belle (From This Day Forward), regia di John Berry (1946)
- I gangsters (The Killers), regia di Robert Siodmak (1946)
- La disperata notte (The Long Night), regia di Anatole Litvak (1947)
- Donne e veleni (Sleep, My Love), regia di Douglas Sirk (1948)
- La fossa dei serpenti (The Sneka Pit), regia di Anatole Litvak (1948)
- I lancieri del deserto (Massacre River), regia di John Rawlins (1949)
- Prima colpa (1950)
- The Great Rupert, regia di Irving Pichel (1950)
- Emergency Wedding (1950)
- L'ultima preda (1950)
- Il mio bacio ti perderà (1951)
- La prima legione (The First Legion), regia di Douglas Sirk (1951)
- Quando i mondi si scontrano (1951)
- Il più grande spettacolo del mondo (1952)
- Mia sorella Evelina (1955)
- Hot Shots (1956)
- Autostop (1956)
- Fighting Trouble (1956)
- Piombo rovente (1957)
- Quando muore una stella (1968)
- Il giorno della locusta (1975)
- Un gioco estremamente pericoloso (1975)
- Gioco sleale (1978)
- La fine... della fine (1978)

### Televisione
- Lucy Show (The Lucy Show) - serie TV, episodio 4x04 (1965)
- Hawaii Squadra Cinque Zero (Hawaii Five-O) - serie TV, episodio 1x21 (1969)
- Una famiglia americana (The Waltons) - serie TV, episodio 2x07 (1973)
- The Girls of Huntington House, regia di Alf Kjellin (1973)
- La casa nella prateria (Little House on the Prairie) - serie TV, episodi 1x15-2x01-3x01-4x07 (1974–1977)
- The F.B.I. Story: The FBI Versus Alvin Karpis, Public Enemy Number One, regia di Marvin J. Chomsky (1974)
- Dawn: Portrait of a Teenage Runaway, regia di Randal Kleiser (1976)
- In casa Lawrence (Family) - serie TV (1976)
- Love Boat (The Love Boat) - serie TV, episodio 1x03 (1977)